# Fernaldella
Fernaldella là một chi bướm đêm thuộc họ Geometridae.